# Этчеверри, Хосе
Хосе Энрике Этчеверри Мендоса (исп. José Enrique Etcheverry Mendoza; 10 мая 1996, Мело) — уругвайский футболист, защитник клуба «Сентраль Эспаньол».

## Клубная карьера
Этчеверри — воспитанник клуба «Дефенсор Спортинг». 15 декабря 2013 года в матче против столичного «Ривер Плейта» он дебютировал в уругвайской Примере.

## Международная карьера
В 2013 году Этчеверри в составе юношеской сборной Уругвая принял участие в юношеском чемпионате Южной Америки в Аргентине. На турнире он сыграл в матчах против Чили, Аргентины, Парагвая и дважды Бразилии и Перу. В том же году Гастон принял участие в юношеском чемпионате мира в ОАЭ. На турнире он сыграл в матчах против команд Словакии, Нигерии, Новой Зеландии и Кот-д'Ивуара.
В начале 2015 года Хосе в составе молодёжной сборной Уругвая стал бронзовым призёром на домашнем молодёжном чемпионате Южной Америки. На турнире он сыграл в матче против команд Венесуэлы. Летом того же года Этчеверри принял участие в молодёжном чемпионате мира в Новой Зеландии. На турнире он был запасным и на поле не вышел.

## Достижения
Уругвай (до 20)
- Бронзовый призёр молодёжного чемпионата Южной Америки (1): 2015